# Chlopsis slusserorum
Chlopsis slusserorum is een straalvinnige vissensoort uit de familie van valse murenen (Chlopsidae). De wetenschappelijke naam van de soort is voor het eerst geldig gepubliceerd in 2003 door Tighe & McCosker.